# The Blushing Bride
The Blushing Bride è un film muto del 1921 diretto da Jules Furthman.

## Trama
Beth Rupert lascia il teatro di rivista per diventare la moglie di Kingdom Ames, un ricco corteggiatore che la crede la nipote del duca di Downcastle. Nella residenza di Ames, Ruth sviene quando vede il maggiordomo, nel quale riconosce suo zio, sparito da lunghi anni. La storia si fa più ingarbugliata, dando adito a diversi equivoci, all'arrivo del cugino dello zio che si spaccia per il duca. Alla fine, si scoprirà che il vero duca è proprio lo zio.

## Produzione
Il film fu prodotto dalla Fox Film Corporation.

## Distribuzione
Il copyright del film, richiesto dalla Fox, fu registrato il 27 febbraio 1921 con il numero LP16266.
Distribuito dalla Fox Film Corporation e presentato da William Fox, il film uscì nelle sale cinematografiche USA il 27 febbraio 1921.